# Пирожное

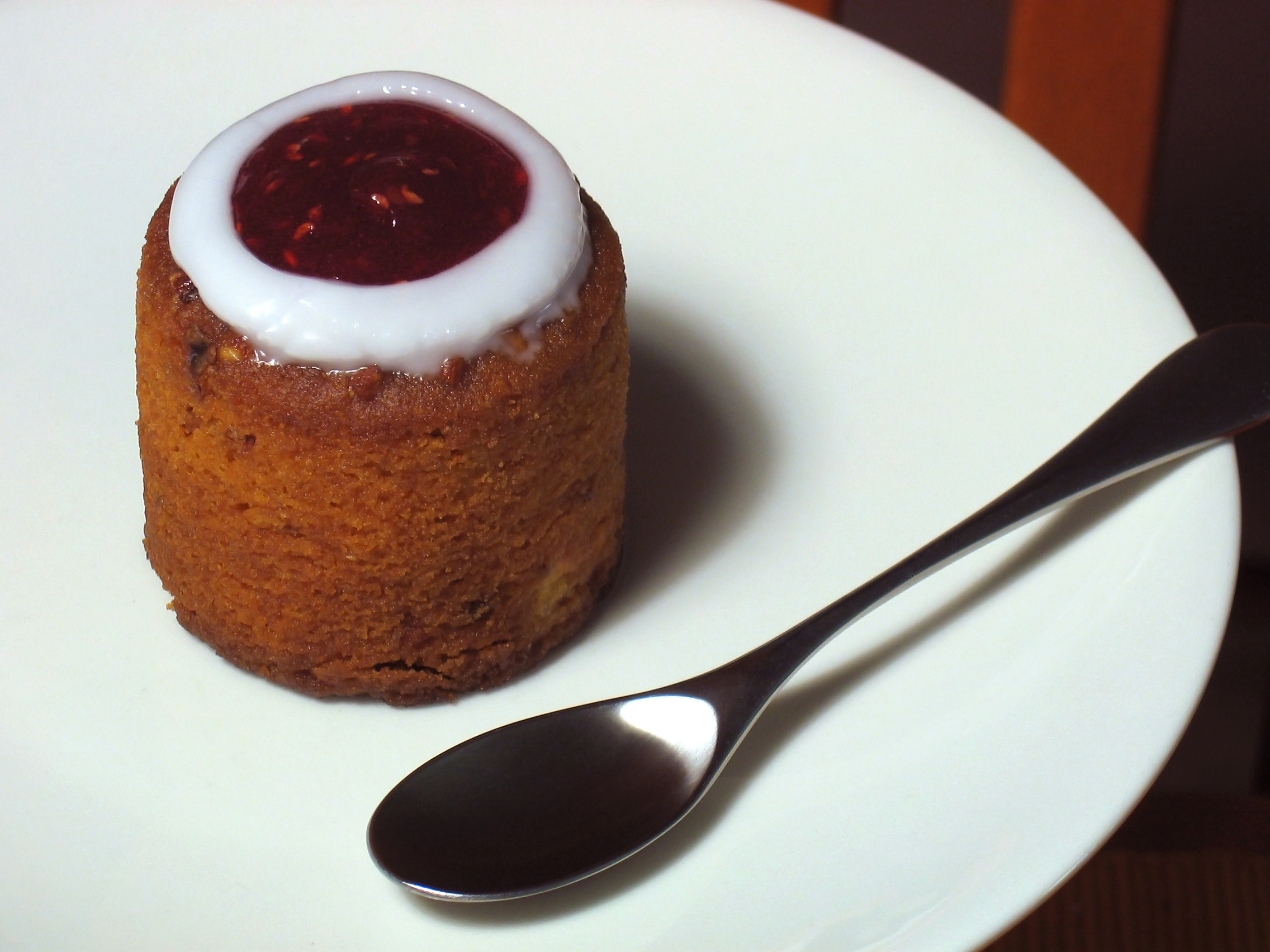
Пирожное Рунеберга

Пиро́жное — кондитерское изделие небольшого размера из сладкого сдобного теста, обычно с кремовой начинкой.

## Определение
Пирожные — штучные кондитерские изделия разнообразной формы с художественно отделанной поверхностью. Масса их колеблется от 17 до 110 г. В литературе нередко пирожные не выделяют как отдельный вид кондитерских изделий. В частности, В. В. Похлёбкин, автор популярных изданий по кулинарии, указывает, что пирожные — это русское наименование кондитерских изделий, представляющих собой либо различные торты, разрезанные на небольшие равные прямоугольнички, либо специально приготовленные печенья с кремовой промазкой или начинкой. Далее он пишет, что пирожные не объединяются никаким общим кондитерским принципом, это название чисто условно прилагается к кондитерским изделиям определённого размера (10 × 5 см), состоящим из любого вида кондитерского теста и кремовой, фруктово-ягодной или шоколадной начинки.
Изготавливают пирожные по действующему прейскуранту одного названия, но разной массы: большие и маленькие (60 % массы больших). Нарядный внешний вид и отличный вкус пирожных — важнейшие показатели качества этих изделий.

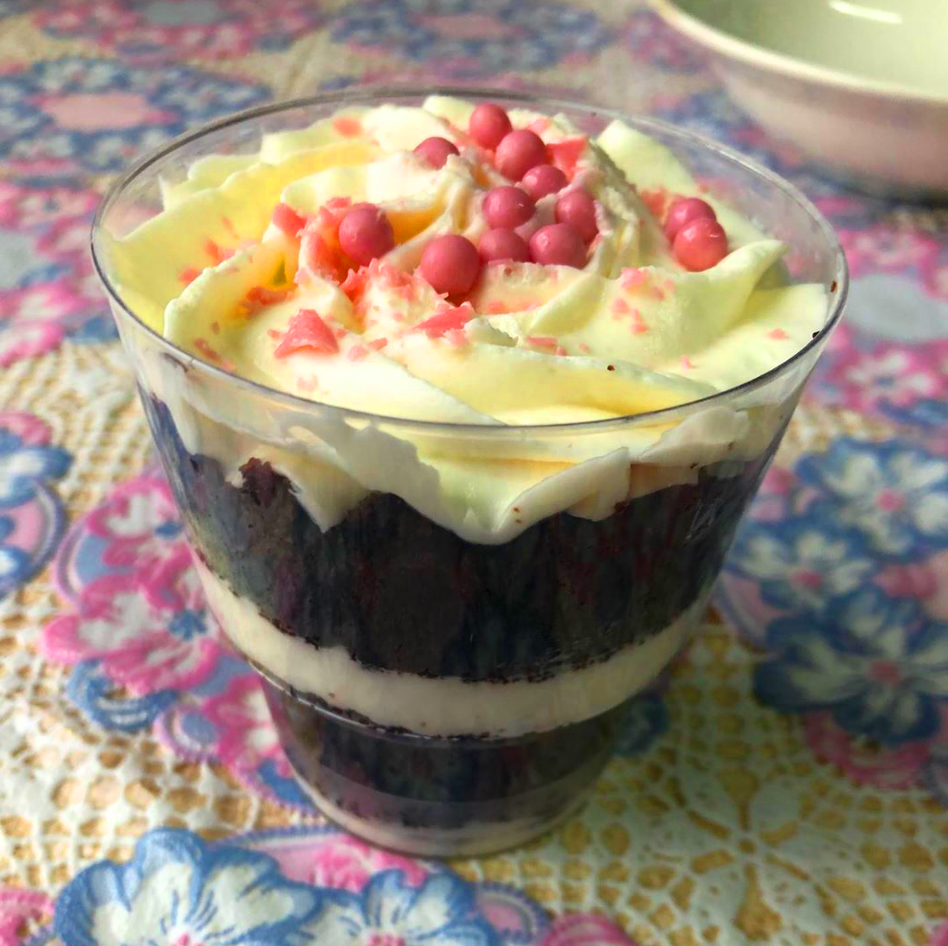
Бисквитное пирожное
Пирожное «Корзиночка»

## Разновидности
Пирожные подразделяются на отдельные группы в зависимости от выпеченного тестового полуфабриката:
- бисквитные
- песочные
- слоёные
- заварные
- воздушные
- ореховые
- крошковые
- сбивные
- миндальные